# Мантейфель, Иван Васильевич
Граф Иван Васильевич Мантейфель (Готгард Иоганн Цеге фон Мантейфель; Готгард Васильевич; 1771—1813) — российский военачальник эпохи наполеоновских войн, генерал-майор русской императорской армии.

## Биография
Иван Васильевич Мантейфель родился 10 июня 1771 года, согласно архивам происходил из «немецких рейхс-графов» Цеге-фон-Мантейфелей. Отец — действительный статский советник граф Людвиг Вильгельм Цеге-фон-Мантейфель (9 апреля 1726—3 января 1792), мать — Юлиана Элеонора Миних (30 апреля 1749—7 декабря 1824), дочь российского политического деятеля, дипломата Иоганна Эрнста Миниха.
16 августа 1783 года был принят в лейб-гвардии Преображенский полк в звании сержанта. 1 января 1791 года получил чин корнета в Конном лейб-гвардии полку. В 1794 году премьер-майором участвовал в польских событиях в составе Украинского легкоконного полка.
С 26 марта 1799 года — полковник. С конца мая 1803 года 4 месяца временно исполнял обязанности командира Уланского Её Величества лейб-гвардии полка; затем служил в нём до своего назначения шефом Санкт-Петербургского драгунского полка в 1807 году.

За Аустерлицкую битву был награждён (12 мая 1806 года) орденом Святого Георгия 4-й степени 
В воздаяние отличного мужества и храбрости, оказанных в сражении 20 ноября при Аустерлице против французских войск, где по взятии в плен командира полка командовал оным и увидев, что намерение неприятеля было отрезать правый фланг подле стоявшей пехоты от середины колонны, успел отряженным подкреплением удержать неприятельскую конницу, потом совместно с Тверским драгунским полком, неприятельские кавалерийские полки атаковавши, опрокинул с немалою потерею и принудил в беспорядке ретироваться, после сего будучи откомандирован для прикрытия Цесарской артиллерии противостоял неприятельским нападениям и оную защищал.

С Петербургским драгунским полком воевал против французских войск и за баталию под Фридландом, где был ранен, получил 20 мая 1808 года  орден Святого Георгия 3-й степени (№ 185) 
В воздаяние отличнаго мужества и храбрости, оказанных в сражении против французских войск 28-го мая при защите переправы в Гутштадте, где, с С.-Петербургским драгунским полком ударив на усиливавшихся в большем числе неприятельских стрелков, изрубил оных и когда неприятель вторично занял ими же оставленныя биваки, атаковал, невзирая на выгодное их положение и истребил оных, ударил потом на неприятельскую конницу и врубившись разсеял оную, а потом, прикрывая батарей полковника Ермолова, действовавшия под сильным огнём, не уступал своего места.
В русско-турецкой войне участвовал уже в чине генерал-майора, неоднократно отмечался командованием.
Иван Васильевич Мантейфель принимал активное участие в Отечественной войне 1812 года и заграничном походе, в ходе которого, во время Битвы народов получил смертельное ранение и 9 октября 1813 года скончался.

## Семья
Его вдова Екатерина Николаевна, урождённая Правдич-Залесская (1781—1847), вышла замуж за другого боевого генерала, графа А. И. Гудовича, который воспитал её дочерей от первого брака, Эрнестину Мантейфель, унаследовавшую от отчима подмосковное имение Поливаново, и Лючию Мантейфель. 
- Эрнестина Роза Мария Цеге фон Мантейфель (1810–1856). Ее муж — Сергей Дохтуров, сын генерала Д. С. Дохтурова.
  - Их дети: Мария (в замуж. Бунен; 1838–1868), Дмитрий (род. 1839), Андрей (род. 1840), Юлия (в замуж. Давыдова; род. 1841).
- Лючия Катарина Элизабет Цеге фон Мантейфель (1813–1895). Ее муж (с 1838) — Александр-Эдуард, граф Тизенгаузен (1809–1884), флигель-адъютант, полковник, сын сенатора П.И.Тизенгаузена.
  - Их дети: Альфред (1839–1909), Евгений (1840–1860), Виктор (1842–1907), Александр (1843–1851), Юлия Катарина Элизабет (в замуж. фон Лилиенфельд (1845–1917), Николай (1848–1921), Мария (в замуж. фон Энгельгардт (1851–1937), Мария Анна (в замуж. фон Грюневальдт; 1851–1923).